# Oxalis compressa
Oxalis compressa är en harsyreväxtart som beskrevs av Carl von Linné d.y.. Oxalis compressa ingår i släktet oxalisar, och familjen harsyreväxter. Utöver nominatformen finns också underarten O. c. purpurascens.